# Ratownicy
Ratownicy – polski serial obyczajowy z 2010 w reżyserii Marcina Wrony, emitowany od 22 września 2010 do 22 grudnia 2010 w TVP1. Liczy 13 odcinków. Okres zdjęciowy rozpoczął się 11 czerwca 2010. Serial kręcony był w Zakopanem.

## Fabuła
Serial opowiada o ratownikach górskich w Tatrach. Akcja serialu toczy się w Zakopanem.

## Odcinki
| Premiera odcinka | Nr odcinka |  |
| ---------------- | ---------- |  |
|                  |            |  |
| 22.09.2010       | 1          |  |
|                  |            |  |
| 29.09.2010       | 2          |  |
|                  |            |  |
| 06.10.2010       | 3          |  |
|                  |            |  |
| 13.10.2010       | 4          |  |
|                  |            |  |
| 20.10.2010       | 5          |  |
|                  |            |  |
| 27.10.2010       | 6          |  |
|                  |            |  |
| 03.11.2010       | 7          |  |
|                  |            |  |
| 10.11.2010       | 8          |  |
|                  |            |  |
| 24.11.2010       | 9          |  |
|                  |            |  |
| 01.12.2010       | 10         |  |
|                  |            |  |
| 08.12.2010       | 11         |  |
|                  |            |  |
| 15.12.2010       | 12         |  |
|                  |            |  |
| 22.12.2010       | 13         |  |

## Obsada
- Bogusław Linda – Jan Tarnowski
- Tomasz Schuchardt – Staszek Tarnowski
- Przemysław Bluszcz – Cezary Bachleda
- Jacek Koman – Piotr Rojek
- Eva Sakálová – Tośka Krygierova
- Paweł Domagała – Michał Barciok
- Michał Czernecki – Hubert „Kosa” Kosowski
- Krzysztof Globisz – Witold Biały
- Natalia Rybicka – Justyna Tarnowska
- Dorota Landowska – Olga Bachleda
- Elżbieta Romanowska – Jadźka
- Wojciech Czerwiński – Damian „Denis” Wilk
- Roma Gąsiorowska – Karolina „Lara” Kitowicz
- Agnieszka Wosińska – Dorota Tarnowska-Biały
- Wojciech Skibiński – Leon Cichocki
- Filip Bochenek – Norbert Bachleda
- Dominika Figurska – Joanna Krawczyk
- Mikołaj Roznerski – Mateusz Rogulski

W pozostałych rolach
- Masaud Amin – tłumacz
- Waldemar Barwiński – prokurator Kubica
- Katarzyna Bedryj – laska
- Jacek Beler – Maciek „Jogi"
- Michał Bieliński – montażysta
- Krzysztof Bochenek – brygadzista
- Mariusz Bonaszewski – Bronisław Partyka
- Wojciech Brzeziński – prokurator Zatoński
- Anna Maria Buczek – sekretarka w biurze kuratora
- Ewa Bukowska – Magda, była partnerka Jana Tarnowskiego
- Adam Cywka – fotograf Adam
- Stanisław Cywka – Piotr, syn Adama
- Marcin Czarnik – przemytnik
- Sambor Czarnota – facet z limuzyny
- Alicja Dąbrowska – aktorka
- Marta Dąbrowska – dziennikarka Daria Ozelewicz
- Tomasz Drabek – sprzedawca na stacji benzynowej
- Jan Drawnel – przemytnik
- Patrycja Durska – Kinga Wilk, żona „Denisa"
- Lech Dyblik – majster
- Grzegorz Emanuel – guru sekty
- Bartłomiej Firlet – Darek Jelonek
- Katarzyna Francuz – siostra zakonna
- Andrzej Franczyk – Walerian Burza, pilot śmigłowca GPR
- Krzysztof Franieczek – Roman Winniczuk, partner Magdy
- Marcin Gąsienica Kotelnicki – taternik
- Bartosz Gelner – „Gąsior"
- Monika Gębala – Bernadeta, członek sekty
- Bartosz Głogowski – lekarz USG
- Małgorzata Gorol – Zoja, członek sekty
- Piotr Grabowski – policjant
- Sławomir Holland – mechanik
- Artur Janusiak – komendant powiatowy
- Monika Kaleta – siostra zakonna
- Marek Kalita – Jacek Kacperski
- Marek Kasprzyk – Janusz Kozak
- Małgorzata Kocik – Hanka Barciok
- Zbigniew Konopka – lekarz
- Marcin Korcz – Marek
- Michał Koterski – chłopak
- Martyna Kowalik – laska
- Ireneusz Kozioł – ojciec paralotniarza
- Monika Krzywkowska – córka Piotra Rojka
- Dorota Kuduk – dziewczyna w górach
- Barbara Kurzaj – Julita Kędzior, uczestniczka wyjazdu integracyjnego
- Grzegorz Kwiecień – policjant w komendzie
- Barbara Lauks – sędzia
- Olena Leonenko – Monika Rogulska
- Marek Lipski – onkolog
- Marek Litewka – przewodnik tatrzański Jagiełło
- Ernest Lorek – Igor
- Beata Łukaszczyk – właścicielka schroniska
- Akhtar Mahmood – Hari
- Rakhshainda Mahmood – Mona
- Piotr Majerczyk – dziadek Rojka
- Maria Mamona – turystka Ewa
- Andrzej Marcisz – taternik
- Piotr Miazga – chłopak
- Adam Nawojczyk – lekarz
- Maciej Nawrocki – policjant
- Henryk Niebudek – Ignacy Marusarz, pilot śmigłowca GPR
- Bartłomiej Nowosielski – technik prosektoryjny „Gruczoł"
- Monika Obara – policjantka
- Elżbieta Panas – pielęgniarka
- Sylwester Piechura – Patryk Rudnicki, kolega Mateusza
- Jakub Poburka – paralotniarz
- Thomas Puskeiler – Honza Zajicek
- Miłogost Reczek – komendant, dowódca Olgi
- Michał Rogalski – reżyser w szkole teatralnej
- Sławomir Rokita – reżyser Włodek
- Paweł Roman – ratownik
- Modest Ruciński – kurator
- Piotr Rybak – Janusz, uczestnik wyjazdu integracyjnego
- Natalia Rzeźniak – Klaudyna, członek sekty
- Marta Sadomska – Nina
- Lidia Sadowa – protokolantka
- Katarina Safarinova – Eliaszka Krygierova
- Walter Sarkowicz – operator kamery
- Marek Serdiukow – „Pery"
- Kamil Siegmund – chłopak w górach
- Andrzej Ostrówka - członek załogi śmigłowca
- Iwona Sitkowska – turystka Marta
- Arkadiusz Smoleński – policjant
- Oriana Soika – Tamara Taszer
- Marcin Sztabiński – „Klod"
- Marek Ślosarski – Antoni Rogulski
- Maria Świerk – kobieta
- Karol Czeladzki – młody Jacek Koman
- Jacek Terlikowski – ratownik
- Bartłomiej Topa – Pycior
- Mirosław Twardowski – ratownik
- Zdzisław Wardejn – architekt
- Maciej Wojdyła – Robert, major Straży Granicznej
- Daniel Woźnica – sprzedawca na stacji benzynowej
- Jakub Wróblewski – Alek Bachleda
- Joanna Wyborska – solistka
- Rafał Zawierucha – plutonowy Walczak ze Straży Granicznej
- Wojciech Zieliński – Oliwier Krasicki